# Київська Русь (журнал)
«Київська Русь» — у минулому український літературно-критичний часопис. Видавався в Києві з 2006 по 2013 рік.
В журналі публікувалася сучасна велика та мала проза, поезія, есеї, інтерв'ю, рецензії, критичні огляди тощо. Друкуються твори відомих українських письменників-сучасників таких як Романа Скиби, Маріанни Кіяновської, Мирослава Лазарука, Тараса Григорчука, Олеся Коржа, Лесі Лисенко, Оксани Луцишиної, Олега Солов'я та інших. Головний редактор журналу — Дмитро Стус.